# Правило мгновенной смерти
Правило мгновенной смерти (англ. sudden death) — способ разрешения спорной ситуации в соревнованиях, при котором остальные возможности исчерпаны, и раунд или матч продолжается до первого неравного изменения счёта или достижения минимально допустимой разницы, как в волейболе, теннисе или правила баланса в стритболе.
В компьютерном спорте (кроме спортивных симуляторов) или телевизионных играх наиболее широко практикуется сразу применение правила из-за практики жёсткого ограничения времени на детских игровых автоматах, а эфирное время довольно дорогое.
Правило больше критикуется, если применяется тогда, когда ещё не исчерпаны иные возможности.
Не рекомендуется применять в коллекционных карточных играх, так как доработка колоды под формат возможна не всегда, и в таких случаях нарушается игровой баланс.